# 別川製作所
株式会社別川製作所（べつかわせいさくしょ、英称：BETSUKAWA CORPORATION）は石川県白山市に本社を置く受配電設備及び各種プラント制御・自動化システムや空調・照明コントロールシステムの設計、製造、販売、設置工事、保守及び保全、鉄道電気設備における設計、保守及び保全、電気、通信、工事の設計並びに施工請負を行う電気機械器具製造メーカーである。
近年はKNXやIoT、AIなど新しい事業分野への取り組みを更に加速させている。

## 沿革
- 1948年8月 - 刃型開閉器及びこれを主体とする分電盤の製造を開始（創業）
- 1952年2月25日 - 通産省電気用品製造免許取得を機に企業体法人に改める（設立）
- 1952年2月 - 北陸営業所を開設
- 1953年4月 - 新潟営業所を開設
- 1955年10月 - 名古屋営業所を開設
- 1959年4月 - 大阪営業所を開設
- 1959年10月 - 若宮工場を新設し本社工場とする
- 1962年9月 - 東京営業所を開設
- 1963年4月 - 本社及び本社工場を金沢市寺中町に新設
- 1982年5月 - 浜松出張所を開設
- 1983年11月 - 富山出張所を開設
- 1984年7月 - CADシステム導入
- 1988年4月 - 東京・大阪・名古屋・北陸営業所を支店に昇格。浜松・富山出張所を営業所に昇格
- 1989年4月 - 社内業務オンライン稼動
- 1992年4月 - エンジニアリング事業部発足
- 1994年5月 - 松任市（現：白山市）に別川クリエィティブセンターを新設
- 1998年5月 - 横浜営業所を開設
- 1999年9月 - JSIA（現：日本配電制御システム工業会）優良工場認定
- 1999年10月 - 松任市（現：白山市）に本社･本社工場を新築移転
- 2000年11月 - 品質マネジメントシステム「ISO9001」の認証取得
- 2003年10月 - 環境マネジメントシステム「ISO14001」の認証取得
- 2008年4月 - 福井出張所（現：福井営業所）を開設
- 2011年9月 - タイに現地法人設立
- 2013年8月 - BETSUKAWA(THAILAND) Co., Ltd.がナワナコン工業団地に工場を建設、事務所を移転
- 2016年7月 - 糸魚川センターを開設
- 2017年12月 - 地域未来牽引企業に選定
- 2021年3月 - 石川県ワークライフバランス企業知事表彰「優良企業賞」を受賞
- 2021年6月 - 石川県経営者協会主催第２回「かがやきカンパニー大賞」を受賞
- 2022年6月 - 経済産業省が定めるDX認定制度に基づき「DX認定事業者」の認定を取得

## 営業種目
１．電力供給ソリューション
- 配電盤
  - 自立開放型配電盤、閉鎖型配電盤、推奨・認定キュービクル式非常電源専用受電設備、特別高圧用閉鎖型配電盤
- 制御盤
  - 空調・衛生用制御盤、試験・訓練盤、計測制御盤、デスク型・ベンチ型監視盤、上下水処理制御盤
  - 各種工場プラント制御盤、非常回路用制御盤
- 分電盤
  - 標準分電盤、特殊分電盤、一種・二種耐熱型分電盤、開閉器箱、分配器箱、保安器箱、端子盤
- コントロールセンター
  - 簡易型、引出型、片面型、両面型
- データセンター向け
  - UPS周辺盤、PDU、RPP(PDP)

２．FAソリューション
- IoT・AI・ロボットによる自動化システム
- プラント設備における生産管理システム、遠隔監視制御システム

３．ビルディングオートメーションソリューション
- 空調コントロール、照明コントロール、セキュリティ、エネルギー管理システム

４．設備監視ソリューション
- 工場、学校、病院などの施設の省エネ監視、施設設備運転支援
- 機器の運転管理における電力監視システム、施設管理支援システム、ITVシステム、遠隔監視システム

５．空調ソリューション
- 空調設備における機器の動力電源のシステム設計・盤設計製造及び現場施工管理、試運転調整

６．再生可能エネルギーソリューション
- 太陽光・風力・バイオマス・水力・水素等の発電における受配電設備

７．メンテナンスソリューション
- 電気設備における保守・保全業務、定期点検、計画的なリニューアル提案
- 鉄道電気設備における設計・メンテナンス

## 事業所
- 本社・工場：石川県白山市漆島町1136
- 別川クリエイティブセンター:石川県白山市八束穂1-5
- 支店：東京支店（東京都港区）、大阪支店（大阪府大阪市）、名古屋支店（愛知県名古屋市）、北陸支店（石川県金沢市）
- 営業所・出張所：横浜営業所（神奈川県横浜市）、新潟営業所（新潟県新潟市）、長野出張所（長野県長野市）、浜松営業所（静岡県浜松市）、富山営業所（富山県富山市）、福井営業所（福井県敦賀市）
- その他：鉄道事業部（石川県金沢市）、鉄道事業部糸魚川センター（新潟県糸魚川市）

## 関連企業
- 東伸電機工業株式会社
- タイ現地法人BETSUKAWA(THAILAND)Co.,Ltd.